# 宿河原站
宿河原站（日语：／ Shukugawara eki */?）是一個位於神奈川縣川崎市多摩區宿河原三丁目，屬於東日本旅客鐵道（JR東日本）南武線的鐵路車站。

## 車站結構
對向式月台2面2線的地面車站。下行（立川方向）月台的立川方向端設有閘口，2個月台以跨線天橋連接。廁所設於1號月口。升降機連結跨線橋與月台，也連結閘口與1號月台。
上行月台的外側有2條留置線，主要供武藏溝之口站始發列車使用。

### 月台配置
| 月台 | 路線   | 方向 | 目的地                         |
| ---- | ------ | ---- | ------------------------------ |
| 1    | 南武線 | 下行 | 登戶、府中本町、立川方向       |
| 2    | 南武線 | 上行 | 武藏溝之口、武藏小杉、川崎方向 |

（來源：JR東日本:車站構內圖（页面存档备份，存于））

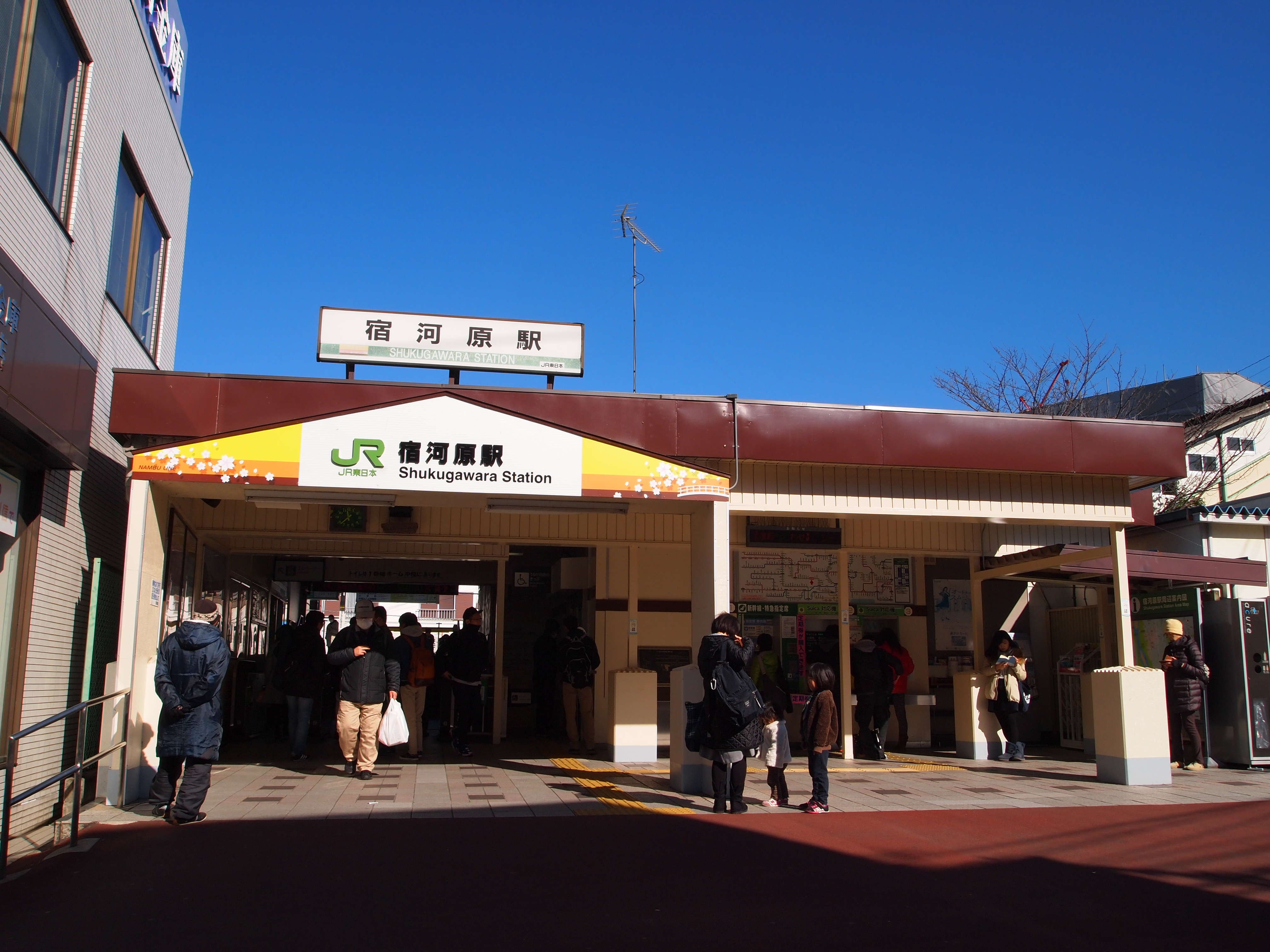
站名看板拆去前的站舍（2016年1月）
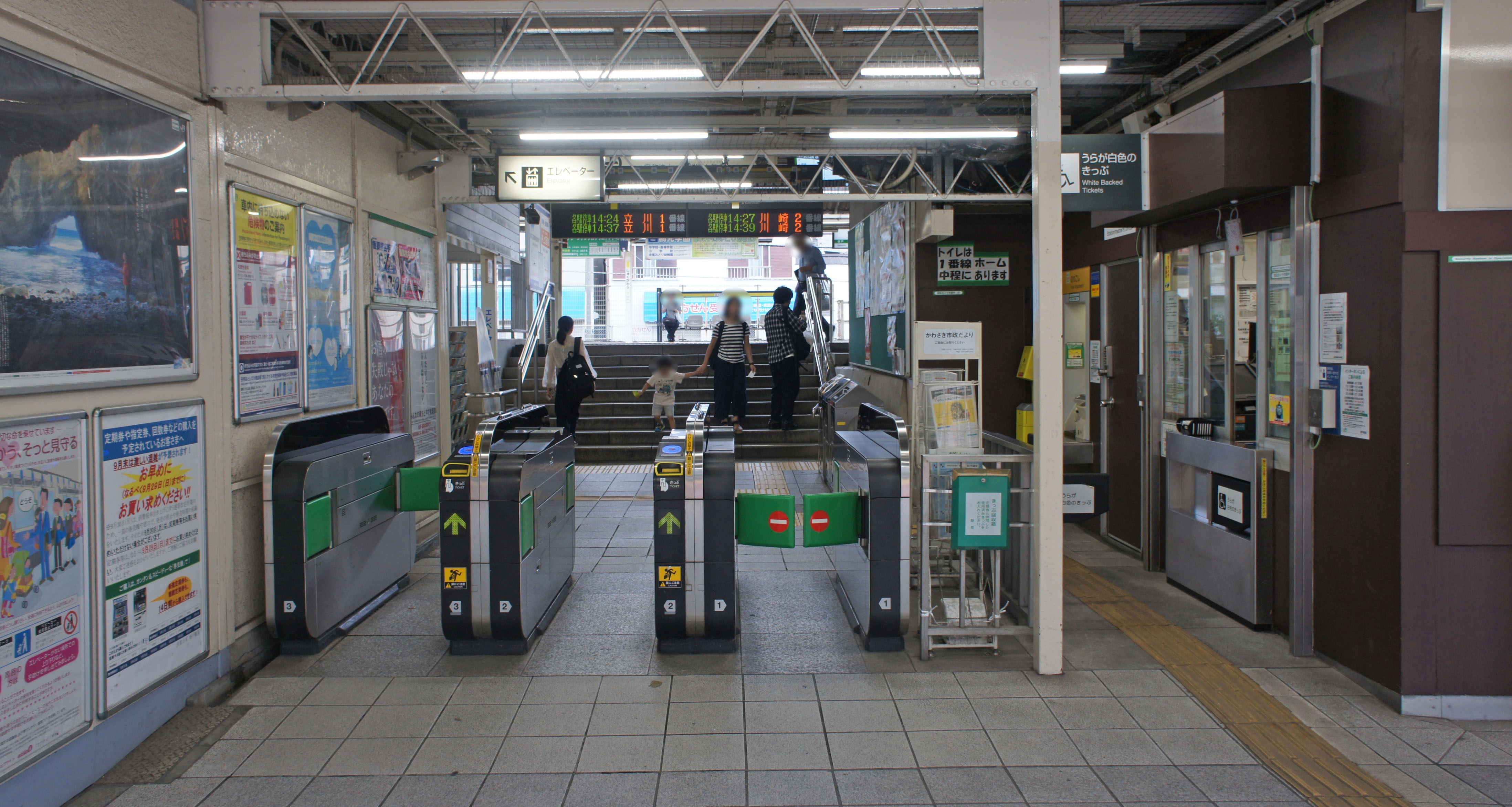
閘口（2019年9月）
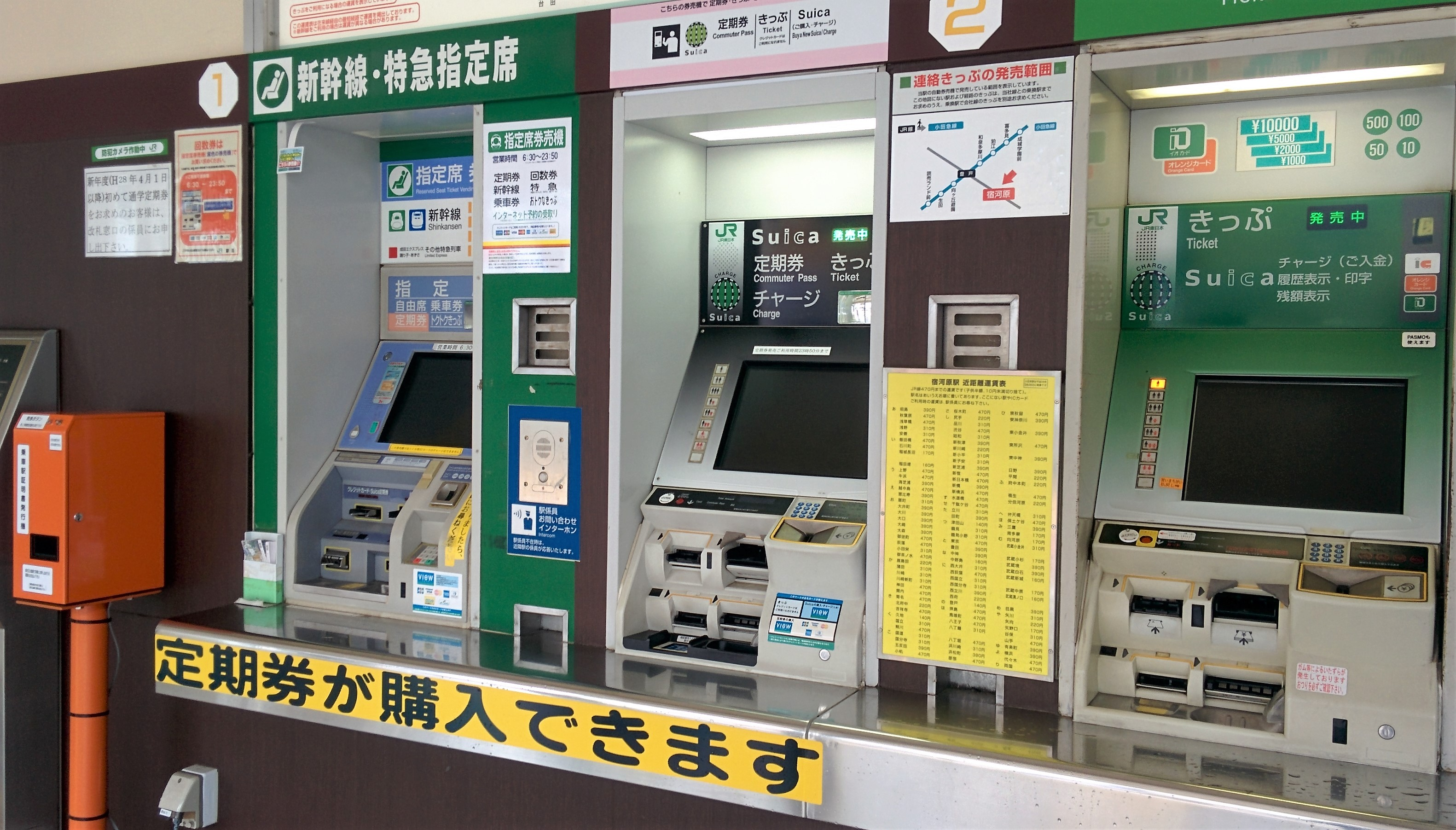
自動售票機（2016年6月）
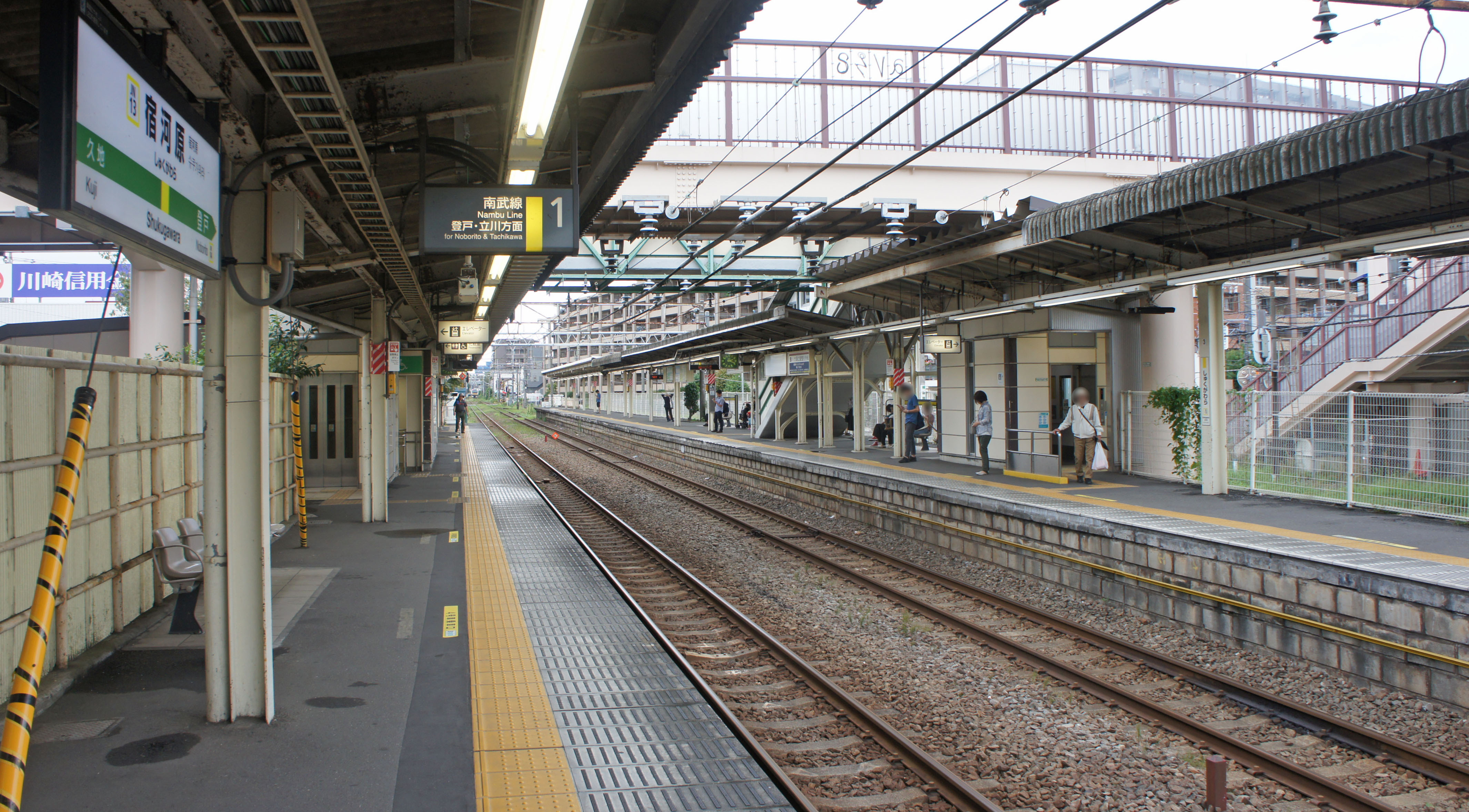
月台（2019年9月）

## 使用情況
2019年（令和元年）度的1日平均上車人次為8,266人。南武線（除支線外）內次於津田山站、南多摩站、稻城長沼站，排行尾4。
近年的推移如下表。
| 年度               | 1日平均 上車人次 | 來源     |
| ------------------ | ---------------- | -------- |
| 1995年（平成07年） | 6,786            | [ * 1 ]  |
| 1996年（平成08年） | 6,914            |          |
| 1997年（平成09年） | 6,772            |          |
| 1998年（平成10年） | 6,725            | [ * 2 ]  |
| 1999年（平成11年） | 6,723            | [ * 3 ]  |
| 2000年（平成12年） | 7,050            | [ * 3 ]  |
| 2001年（平成13年） | 7,208            | [ * 4 ]  |
| 2002年（平成14年） | 7,159            | [ * 5 ]  |
| 2003年（平成15年） | 7,137            | [ * 6 ]  |
| 2004年（平成16年） | 7,184            | [ * 7 ]  |
| 2005年（平成17年） | 7,230            | [ * 8 ]  |
| 2006年（平成18年） | 7,173            | [ * 9 ]  |
| 2007年（平成19年） | 7,273            | [ * 10 ] |
| 2008年（平成20年） | 7,288            | [ * 11 ] |
| 2009年（平成21年） | 7,285            | [ * 12 ] |
| 2010年（平成22年） | 7,240            | [ * 13 ] |
| 2011年（平成23年） | 7,198            | [ * 14 ] |
| 2012年（平成24年） | 7,320            | [ * 15 ] |
| 2013年（平成25年） | 7,524            | [ * 16 ] |
| 2014年（平成26年） | 7,504            | [ * 17 ] |
| 2015年（平成27年） | 7,801            | [ * 18 ] |
| 2016年（平成28年） | 8,025            | [ * 19 ] |
| 2017年（平成29年） | 8,225            |          |
| 2018年（平成30年） | 8,223            |          |
| 2019年（令和元年） | 8,266            |          |

## 相鄰車站
東日本旅客鐵道（JR東日本）
 南武線
■快速
通過
■各站停車
久地（JN 12）－宿河原（JN 13）－登戶（JN 14）
另外，國有化前久地站至此站之間曾存在宿河原不動站。

### 使用情況
JR東日本的2000年度以後的上車人次
1. ↑  .   [2018-02-02]. （原始内容存档于2019-03-28）.
2. ↑  .   [2018-02-02]. （原始内容存档于2019-03-28）.
3. ↑  .   [2018-02-02]. （原始内容存档于2019-03-28）.
4. ↑  .   [2018-02-02]. （原始内容存档于2019-03-28）.
5. ↑  .   [2018-02-02]. （原始内容存档于2019-03-28）.
6. ↑  .   [2018-02-02]. （原始内容存档于2019-03-28）.
7. ↑  .   [2018-02-02]. （原始内容存档于2019-03-28）.
8. ↑  .   [2018-02-02]. （原始内容存档于2019-03-28）.
9. ↑  .   [2018-02-02]. （原始内容存档于2019-03-28）.
10. ↑  .   [2018-02-02]. （原始内容存档于2019-03-28）.
11. ↑  .   [2018-02-02]. （原始内容存档于2019-03-28）.
12. ↑  .   [2018-02-02]. （原始内容存档于2019-03-28）.
13. ↑  .   [2018-02-02]. （原始内容存档于2019-03-28）.
14. ↑  .   [2018-02-02]. （原始内容存档于2019-03-28）.
15. ↑  .   [2018-02-02]. （原始内容存档于2019-03-28）.
16. ↑  .   [2018-02-02]. （原始内容存档于2019-03-23）.
17. ↑  各駅の乗車人員（2016年度） （页面存档备份，存于） - JR東日本
18. ↑  各駅の乗車人員（2017年度） （页面存档备份，存于） - JR東日本
19. ↑  各駅の乗車人員（2018年度） （页面存档备份，存于） - JR東日本
20. ↑  各駅の乗車人員（2019年度） （页面存档备份，存于） - JR東日本

神奈川縣縣勢要覽
1. ↑  線区別駅別乗車人員（1日平均）の推移PDF - 19ページ
2. ↑  神奈川県県勢要覧（平成12年度） - 221ページ
3. 1 2  神奈川県県勢要覧（平成13年度）PDF - 223ページ
4. ↑  神奈川県県勢要覧（平成14年度）PDF - 221ページ
5. ↑  神奈川県県勢要覧（平成15年度）PDF - 221ページ
6. ↑  神奈川県県勢要覧（平成16年度）PDF - 221ページ
7. ↑  神奈川県県勢要覧（平成17年度）PDF - 223ページ
8. ↑  神奈川県県勢要覧（平成18年度）PDF - 223ページ
9. ↑  神奈川県県勢要覧（平成19年度）PDF - 225ページ
10. ↑  神奈川県県勢要覧（平成20年度）PDF - 229ページ
11. ↑  神奈川県県勢要覧（平成21年度）PDF - 239ページ
12. ↑  神奈川県県勢要覧（平成22年度）PDF - 237ページ
13. ↑  神奈川県県勢要覧（平成23年度）PDF - 237ページ
14. ↑  神奈川県県勢要覧（平成24年度）PDF - 233ページ
15. ↑  神奈川県県勢要覧（平成25年度）PDF - 235ページ
16. ↑  神奈川県県勢要覧（平成26年度）PDF - 237ページ
17. ↑  神奈川県県勢要覧（平成27年度）PDF - 237ページ
18. ↑  神奈川県県勢要覧（平成28年度）PDF - 245ページ
19. ↑  神奈川県県勢要覧（平成29年度）PDF - 237ページ

## 外部連結
- 車站資訊（宿河原）：東日本旅客鐵道